# SMA und Partner
SMA und Partner AG mit Sitz in Zürich ist ein international tätiges Schweizer Beratungsunternehmen für öffentlich-rechtliche und private Verkehrsbetriebe.
Das Unternehmen gilt als führend in der Verkehrsplanung, insbesondere im Bereich des Eisenbahnverkehrs. Der Name SMA des 1987 von Werner Stohler, Martin Meister und Hans Rudolf Akermann gegründeten Unternehmens besteht aus den Initialen der drei Firmengründer, die zuvor gemeinsam konzeptionelle Vorarbeiten für den Aufbau des Zürcher Verkehrsverbundes geleistet hatten.

## Integraler Taktverkehr
In Deutschland kam der SMA bei der Einführung von Taktfahrplänen im schienengebundenen Personenverkehr eine entscheidende Rolle zu. Das Unternehmen übertrug den 1982 eingeführten Schweizerischen Flächentakt auf die deutschen Verhältnisse und entwickelte für zahlreiche deutsche Bundesländer ITF-Netze. Der erste landesweite Taktfahrplan wurde 1994 mit dem Rheinland-Pfalz-Takt aus der Taufe gehoben. Bereits zuvor hatte SMA 1993 den Allgäu-Schwaben-Takt angestoßen, der 1996 zum landesweiten Bayerntakt erweitert wurde. Auch bei dem baden-württembergischen Drei-Löwen-Takt (seit 1996) und dem nordrhein-westfälischen NRW-Takt (seit 1998) war SMA federführend an der Planung beteiligt. Mit der Umstellung des Netzes der Münchner S-Bahn auf eine einheitliche Symmetrieminute ab 12. Dezember 2004 war ebenfalls SMA und Partner beauftragt.
Auch in Frankreich unterstützte SMA das Réseau Ferré de France bei der Entwicklung eines Taktfahrplans, zunächst in der Region Rhône-Alpes, danach in den Regionen Provence-Alpes-Côte d’Azur, Haute- und Basse-Normandie sowie der Bourgogne.

## Projektarbeiten
SMA war und ist an zahlreichen weiteren Projektplanungen beteiligt:

### Schweiz
- Betriebsplanung Gotthard-Basistunnel
- Betreiberkonzept Lötschberg-Basistunnel[5]
- Elektrifizierung der Hochrheinbahn (D/CH)
- Konzept Bodan-Rail 2020 für den Bodenseeraum (D/A/CH)

### Deutschland
- Mittelfristige Fernverkehrsplanung für die Deutsche Bahn
- Konzeption des Rhein-Ruhr-Express (Deutschland)[6]
- Angebotsplanung für die zweite Stammstrecke der S-Bahn München
- Knotenausbau Frankfurt 2010[7]
- Stresstest Bahnprojekt Stuttgart – Ulm (Stuttgart 21 und Neubaustrecke Wendlingen–Ulm)

### Frankreich
- Modernisierung der Schieneninfrastruktur in der Region Midi-Pyrénées[8][9]
- Vorplanung der TGV-Linie Paris–Tours–Bordeaux[10]

### Übriges Europa
- Modernisierung der Linha da Beira Alta (Portugal)
- Konzeption eines portugiesischen Hochgeschwindigkeitsnetzes

## IT-Dienstleistungen
Neben Projektarbeiten erstellt SMA und Partner auch verschiedene Softwarewerkzeuge zur rechnergestützten Erstellung von Fahrplänen, Liniennetzplänen und Umlaufplänen. Insbesondere orientieren sich diese Werkzeuge an einer Visualisierung der Ergebnisse. Eine dieser Ausgabemöglichkeiten stellt unter anderem die Netzgrafik dar, in welcher ein Taktfahrplan schematisch mit den entsprechenden Ankunfts- und Abfahrtsminuten dargestellt wird. Diese Art Fahrplandarstellung nutzt die Schweizer Eisenbahn-Revue jedes Jahr, um auf einem DIN-A2-Plakat den aktuellen Taktfahrplan der Schweiz darzustellen.

## Sonstiges
SMA war Co-Organisator der Fachmessen IT08.rail, IT10.rail und IT13.rail in Zürich.